# Изпитване на удар
Изпитване на удар (на английски: crash test) е вид разрушително изпитване, имащо за цел установяването на степента на безопасност при сблъсък с препятствие на превозно средство или свързани с него системи и компоненти. Провежда се от специализирани лаборатории, обикновено на производителите на превозни средства или на независими организации. Резултатите от изпитванията най-често се сравняват с даден стандарт.
От 2011 година, независимата британска компания Euro NCAP за първи път подлага на тест „Изпитване на удар“ и електрически автомобили.